# Akysis manipurensis
Akysis manipurensis es una especie de pez de la familia Akysidae en el orden de los Siluriformes.

## Distribución geográfica
Se encuentran en Asia: Manipur (India).